# Nadir Ajanović
Nadir Ajanović (* 28. November 2005) ist ein bosnisch-österreichischer Fußballspieler.

## Karriere

### Verein
Ajanović begann seine Karriere beim SV Horn. Im September 2017 wechselte er in die Jugend des FC Admira Wacker Mödling, bei dem er ab September 2017 sämtliche Altersstufen durchlief. Zur Saison 2022/23 rückte er in den Profikader des Zweitligisten. Im Juli 2022 debütierte er dann gegen den Fünftligisten SVg Purgstall im ÖFB-Cup für die Profis. Sein Debüt in der 2. Liga folgte im August 2022, als er am sechsten Spieltag jener Saison gegen den SKN St. Pölten in der 80. Minute für Wilhelm Vorsager eingewechselt wurde. Bis Saisonende kam er zu zwei Zweitligaeinsätzen.
Zur Saison 2023/24 wurde er an das Farmteam FCM Traiskirchen verliehen, für das er bis zur Winterpause 16 Partien in der Regionalliga absolvierte. Im Dezember 2023 stand er dann auch erstmals wieder im Kader der Admira.

### Nationalmannschaft
Ajanović debütierte im März 2022 für die bosnische U-17-Auswahl.